# Herb gminy Nędza
Herb gminy Nędza – symbol gminy Nędza, ustanowiony 16 czerwca 1995.

## Wygląd i symbolika
Herb przedstawia na tarczy dzielonej w słup w polu lewym żółtym pół zielonego drzewa iglastego, natomiast w polu prawym czerwonym pół białego orła. 